# Sarsia prolifera
Sarsia prolifera är en nässeldjursart som beskrevs av Forbes 1848. Sarsia prolifera ingår i släktet Sarsia och familjen Corynidae. Inga underarter finns listade i Catalogue of Life.